# Henri de Kérillis

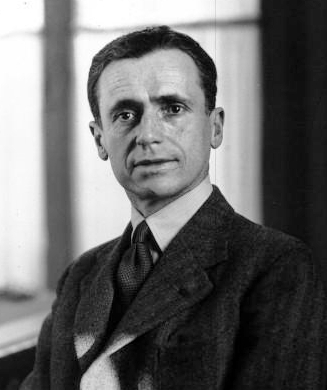
Henri de Kérillis 1936

Henri Adrien Calloc’h de Kérillis (* 27. Oktober 1889 in Vertheuil; † 11. April 1958 in Long Island) war ein französischer Militär, Journalist, Widerstandskämpfer und Politiker. Er war während der Zwischenkriegszeit eine Figur der französischen „Nationalrepublikaner“, der patriotischen Rechten.

## Leben

### Familie
Die Familie Calloc’h de Kérillis ist eine altbretonische bürgerliche Familie aus Saint-Vio, Tréguennec, im heutigen Département Finistère. Yves-Laurent Calloc’h, Sieur de Kérillis, wurde 1721 geboren und war Kapitän der Küstenwache von Plounéour-Trez. Sein Sohn, Charles-Félix Calloc’h, Sieur de Kérillis, war königlicher Notar und Staatsanwalt und 1770 Bürgermeister von Quimper. Jacques Félix Calloc’h de Kerillis (1743–1830) war Abgeordneter des Finistère. Der Vater Henris war Admiral Henri Augustin Calloc’h de Kérillis (1856–1940); die Mutter Louise Antoinette d'Elbauve (1864–1931). Am 29. Juni 1914 heiratete er Anne Demaison (1891–1954). Sie hatten zwei Kinder.

### Militär
Henri de Kérillis entschied sich für die Militärlaufbahn und trat in die Kavallerie ein. Im September 1914 nahm er als Unterleutnant des 16. Dragonerregiments am Überfall der Gironde-Schwadron teil, bei dem 40 französische Dragoner eine Staffel deutscher Flugzeuge am Boden zerstörten. Nur 27 Franzosen überlebten.
Er versteckte sich auf einem Bauernhof und schloss sich nach der Schlacht an der Marne den französischen Linien an. Nachdem er wegen seiner Verletzung, die ihn am Säbelkampf hinderte, zur Luftwaffe gewechselt war, befehligte er die C 66-Staffel und machte sie zu einer der ersten Bomberstaffeln der Geschichte. Er führte insbesondere den mörderischen Angriff vom 22. Juni 1916 an: Als Vergeltung für die deutschen Bombenangriffe auf Paris und Bar-le-Duc befahl ihm der französische Generalstab, die Stadt Karlsruhe zu bombardieren. Die Bomben fielen auf den Zirkus Hagenbeck und forderten 257 Opfer (darunter 120 Getötete, davon 71 Kinder). Diese Verluste lösten in der Weltöffentlichkeit große Betroffenheit aus, und das Große Hauptquartier von Marschall Joffre musste darauf hinweisen, dass es sich um eine Reaktion auf die vorangegangenen deutschen Luftangriffe handelte.
Die angestrebte abschreckende Wirkung wurde erreicht, denn ein Jahr lang stellte die deutsche Luftwaffe ihre Angriffe auf zivile Ziele in Frankreich ein, die erst am 27. Juli 1917 wieder aufgenommen wurden. Dieses Massaker wurde Kérillis jedoch nach dem Krieg von seinen politischen Gegnern zum Vorwurf gemacht. Er flog 256 Einsätze, wurde sechsmal verwundet und musste eine Trepanation über sich ergehen lassen. Nach dem Krieg trat er in das Untersekretariat für Luftfahrt ein, wo er mit der Überwachung der Bombenfliegerei betraut wurde. Anschließend wurde er leitender Angestellter der Farman-Werke.

### Journalist und Schriftsteller
Nach dem Ersten Weltkrieg war er Mitarbeiter der Pariser Tageszeitung L’Écho de Paris. 1924 nahm er an der zweiten Gradis-Mission teil und veröffentlichte zwei Bücher: De l’Algérie au Dahomey (1925) und Du Pacifique à la mer Morte (1931). Darin vertrat er eine rassistische Weltsicht, in der er unter anderem erklärte, dass es ein Fehler war, den ehemaligen Sklaven in den alten Kolonien (Guadeloupe, Guyana, Martinique, La Réunion) 1848 das Wahlrecht zu gewähren. Seine Argumentation stützte sich auf das Beispiel Haitis, um die Möglichkeit, dass schwarze Männer wahlberechtigt sein könnten, abzulehnen. 1925 berichtete er während des Großen Syrischen Aufstands für L’Écho de Paris aus Syrien. Er machte den Hochkommissar, General Maurice Sarrail, für die Ereignisse verantwortlich, da dieser Warnungen vor Unruhen ignoriert habe. Es folgten weitere Bücher, die sich mit der Analyse der internationalen politischen Krise und den politischen Problemen Frankreichs befassten, darunter eines mit Raymond Cartier: Faisons le point (1931).
Als Leiter der politischen Abteilung von L’Écho de Paris kritisierte er regelmäßig die Kommunisten und war gleichzeitig alarmiert über den Aufstieg des Nationalsozialismus in Deutschland. Dabei lag er auch im Streit mit den Führern der Action française. Als Bewunderer Mussolinis reiste er 1933 nach Italien, um den Faschismus zu untersuchen, den er jedoch nicht vorbehaltslos unterstützte. Er bezeichnete ihn als „gefährliche Waffe mit vielen Schneiden“. Als er 1934 nach Moskau reiste, brachte er von dort ein Buch mit, in dem er zwar die Vorteile des französisch-sowjetischen Bündnisses anerkannte, aber auch dessen ernsthafte Risiken darstellte: Paris-Moscou en avion. Ende 1935 war er besorgt über die Entwicklung einiger Nationalisten (Intellektuelle, Kriegsveteranen und Politiker wie sein Freund Georges Scapini) in Bezug auf Deutschland, die er als „alarmierend“ bezeichnete. 1936 veröffentlichte er Français, voici la guerre und 1939 zusammen mit Raymond Cartier den düsteren Essay Laisserons-nous démembrer la France (Lassen wir Frankreich zerstückeln).
1937 war er Mitunterzeichner des Manifests an die spanischen Intellektuellen, das zur Unterstützung General Francos aufrief. Im April 1937 griff Henri de Kerillis Cécile Brunschvicg an, woraufhin Germaine Malaterre-Sellier beim Direktor von L’Écho de Paris protestierte.
Nach der Übernahme von L’Écho de Paris durch Le Jour spielte er eine entscheidende Rolle bei der Gründung der Tageszeitung L’Époque, deren Ko-Direktor er war. Darin verurteilte er die Münchner und den rechten Neopazifismus, insbesondere den von Pierre-Étienne Flandin und Charles Maurras, der ihn im Gegenzug beschimpfte. Er verstand sich als kompromissloser Nationalist, der gegen die Anglophobie kämpft und das Bündnis mit der UdSSR ablehnt. Er prangerte aber auch den Antisemitismus an und forderte von der Regierung Entschlossenheit gegen die Machenschaften des Comité France-Allemagne von Fernand de Brinon und Otto Abetz. L’Époque stellte 1940 sein Erscheinen ein.

### Politische Karriere
In der ersten Hälfte der 1920er Jahre war er Vorstandsmitglied der Ligue des chefs de section, einer nationalistischen und antikommunistischen Veteranenvereinigung. 1926 kandidierte er erfolglos auf der Liste von Paul Reynaud bei den Nachwahlen zum Parlament des Départements Seine.
Im Bewusstsein, dass es an Propaganda mangelte, gründete und leitete er im selben Jahr das Centre de propagande des républicains nationaux (Propagandazentrum der nationalen Republikaner), das die Aufgabe hatte, die bevorstehenden Wahlkämpfe vorzubereiten, die Kandidaten der Rechten in ganz Frankreich zu unterstützen und Propagandathemen zu verbreiten. Das Zentrum umfasste eine Rednerschule unter der Leitung von Professor Émile Bergeron, einem Kader der Jeunesses patriotes, eine Dokumentations- und Archivabteilung, die den Wahlkandidaten Informationen über ihre Gegner liefern sollte, eine Verlagsabteilung, die für die Herstellung von Flugblättern, Broschüren und Plakaten zuständig war, und schließlich eine Presseabteilung, die für die Periodika in der Provinz verantwortlich war.
1928 kandidierte Kérillis nicht erneut. 1932 unterlag er einem anderen unabhängigen Konservativen, René Dommange.
Im Jahr 1936 wurde er zum Abgeordneten von Neuilly-sur-Seine gewählt. In der Abgeordnetenkammer gehörte er der Fraktion Indépendants républicains (Unabhängige Republikaner) unter dem Vorsitz von Georges Mandel an. Da er die deutsche Gefahr aufmerksam beobachtete, war er einer von zwei nichtkommunistischen Abgeordneten (der andere war der Sozialist Jean Bouhey) und der einzige Rechte, der im Oktober 1938 gegen das Münchner Abkommen stimmte.

### Zweiter Weltkrieg und Verhältnis zu de Gaulle
Am 14. Juni 1940 wurde Paris angesichts des deutschen Vormarsches zur offenen Stadt erklärt. Da ihm wegen seiner deutschfeindlichen Haltung die Verhaftung drohte und er nichts mehr für sein Land tun konnte, das „die Waffen niederlegte“, floh er nach England. Am 18. Juni 1940 war Kérillis in London bei General de Gaulle, dem er seine Dienste anbot. An der Abstimmung über das Verfassungsgesetz vom 10. Juli 1940, das Philippe Pétain diktatorische Vollmachten einräumte, nahm er als Exilant nicht teil. Er ging nach New York, wo er 1942 ein Werk über die Entstehung des Dramas von 1940 veröffentlichte: Français, voici la vérité. Zusammen mit Geneviève Tabouis arbeitete er in New York an der französischen Zeitung Pour la Victoire mit. Er vertrat Ideen, die denen der damaligen US-Regierung nahe kamen, und lobte in seinen Artikeln zunächst die Résistance und General de Gaulle. Da er Marschall Pétain und der Kollaboration gegenüber sehr kritisch eingestellt war, wurde ihm die französische Staatsbürgerschaft entzogen und er wurde vom Vichy-Regime in Abwesenheit zum Tode verurteilt.
1943 ergriff er im Machtkampf zwischen de Gaulle und Henri Giraud (der zwar auf Seiten der Alliierten kämpfte, aber dem Vichy-Regime in einigen Punkten nahestand) Partei und unterstützte General Giraud, wobei er in seinen Worten „die Unnachgiebigkeit“ beklagte, die ihm vor allem „von dem in London statt in Algier ansässigen General“ zu kommen schien. Als sich de Gaulle schließlich durchsetzte, ließ er die Schlagzeile „Le peuple français désavouera“ (Das französische Volk wird ihn ablehnen) veröffentlichen und behauptete, dass die Konzentration der zivilen und militärischen Macht in den Händen von General de Gaulle den demokratischen Prinzipien widerspreche. Innerhalb der Zeitung und auch zwischen De Gaulle und Kérillis kam es zum endgültigen Bruch. Kérillis hegte in der Folge einen erbitterten Hass auf de Gaulle. In einer Anspielung auf De Gaulle schrieb er: „Was Marschall Pétain am verwundeten Körper der Republik getan hat, könnten in Zukunft auch andere Soldaten versucht sein, zu tun, indem sie ihr Prestige oder die ihnen anvertraute Streitmacht missbrauchen“. Darüber hinaus war er über die Präsenz der Kommunisten in der provisorischen Regierung entsetzt. Er warf ihnen vor, dass sie den deutsch-sowjetischen Pakt vom August 1939 gebilligt und sich geweigert hatten, in der französischen Armee zu dienen.
Nachdem sein Sohn Alain, ein Widerstandskämpfer und Unterleutnant des Special Air Service, von den Deutschen und der Milice française gefangen genommen und am 18. Juli 1944 hingerichtet worden war, stellte er General de Gaulles Handlungen in Frage und schrieb einen heftigen Artikel mit dem Titel Pétain faisait mieux (Pétain machte es besser), der schließlich nicht veröffentlicht wurde. Seine Trauer und sein Groll wurden zusammengefasst in seinem Buch De Gaulle dictateur, das 1945 erschien. Er war untröstlich und entschied sich, in den USA zu bleiben, und kehrte nur selten nach Frankreich zurück, wobei er sich stets im Hintergrund hielt. Er zog sich auf seine Farm auf Long Island zurück, korrespondierte aber weiterhin mit seinen Freunden in Frankreich, in dessen Heimat er laut Maurice Schumann „wahnsinnig verliebt“ war. Henri de Kérillis starb 1958 in Long Island, vier Jahre nach seiner Frau Anne.
Kérillis wurde 1921 als Offizier der Ehrenlegion ausgezeichnet und er war Träger des Croix de guerre 1914–1918.

## Werke
- De l’Algérie au Dahomey, Plon, 1925
- Du Pacifique à la Mer Morte, Spès, 1930
- Faisons le point, mit Raymond Cartier, Grasset, 1931
- L’Italie nouvelle, Centre de propagande des républicains Nationaux, 1933
- Paris-Moscou en avion, Imprimerie Nouvelle, 1934
- Français, voici la guerre, Grasset, 1936
- Laisserons-nous démembrer la France ? Éditions de la Nouvelle revue critique, 1939
- Français, voici la vérité !, Éditions de la maison française, New York, 1942
- De Gaulle dictateur, Librairie Beauchemin, Montréal, 1945